# Welfenschloss

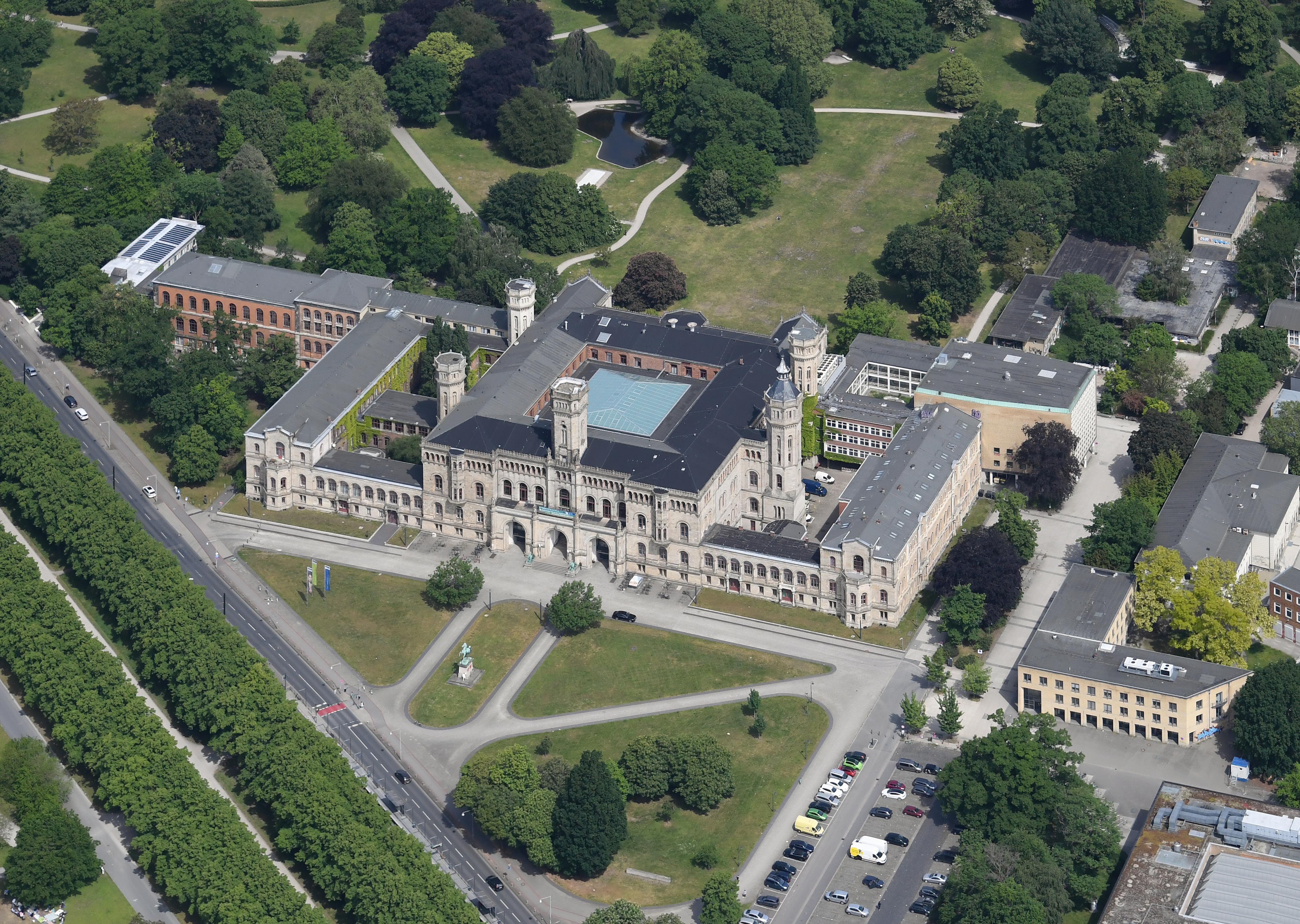
Vista aerea del Welfenschloss

Il Castello dei Welfen o semplicemente Welfenschloss è un castello del distretto di Nordstadt della città di Hannover, in Bassa Sassonia, Germania. Dal 1879 è sede del Politecnico di Hannover, oggi Università di Hannover.
Il castello è circondato da un parco paesaggistico, il Welfengarten.

## Storia

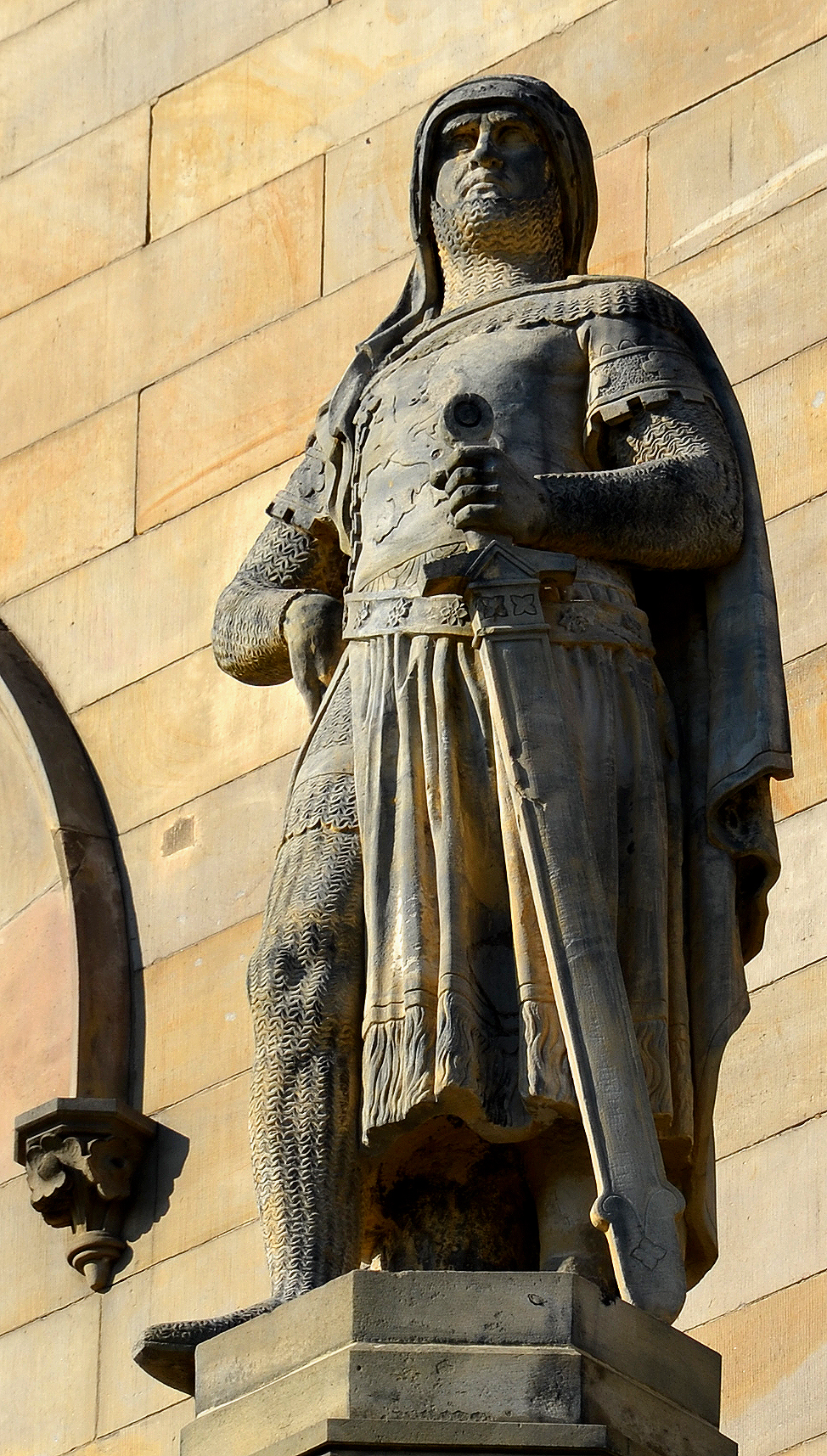
La statua di Enrico il Leone sopra l'ingresso principale del Welfenschlosses scolpita da Wilhelm Engelhard nel 1862 su commissione di re Giorgio V di Hannover per celebrare la sua casata nel progetto del castello

Il castello fu costruito tra il 1857 ed il 1866 per volere di Giorgio V di Hannover su progetto dell'architetto Christian Heinrich Tramm. La struttura venne pensata come nuova residenza regale per i sovrani dell'Hannover e, come suggeriva lo stesso nome, egli intendeva con esso celebrare l'intera sua dinastia, quella dei Guelfi appunto. La struttura venne realizzata in pietra arenaria giallo-biancastra proveniente dalle cave di Danndorf e Velpke, nei pressi di Helmstedt, dove veniva prodotta una delle arenarie più dure della Germania, e con altra arenaria proveniente dal Nesselberg, materiali tipici utilizzati nell'architettura medievale dell'area, come pure la scelta di adottare per il progetto uno stile neogotico che rimandasse appunto ai castelli medievali. In questo punto, in precedenza, si trovava il castello di Monbrillant che venne smontato e ricostruito presso Georgsmarienhütte, non lontano da Osnabrück, dove sopravvisse sino al 1925. La costruzione di un nuovo palazzo a carattere residenziale che avesse la possibilità di celebrare degnamente la casata dei Guelfi, venne considerata già a partire dal 1814 quando venne garantito lo status regale all'elettorato di Hannover, ma all'epoca la carica di re dell'Hannover era unita in unione personale con quella di re d'Inghilterra e di conseguenza i titolari vivevano perlopiù a Londra, interessandosi solo parzialmente dei domini tedeschi. Quando la regina Vittoria ascese al trono inglese, le venne impedito di occupare simultaneamente anche il trono dell'Hannover in quanto secondo la costituzione di quest'ultimo stato la successione era possibile unicamente secondo le basi della legge salica e di conseguenza il trono passò dapprima a suo zio Ernesto Augusto e poi a suo cugino Giorgio V che tornarono così ad inaugurare una casata indipendente dell'Hannover.

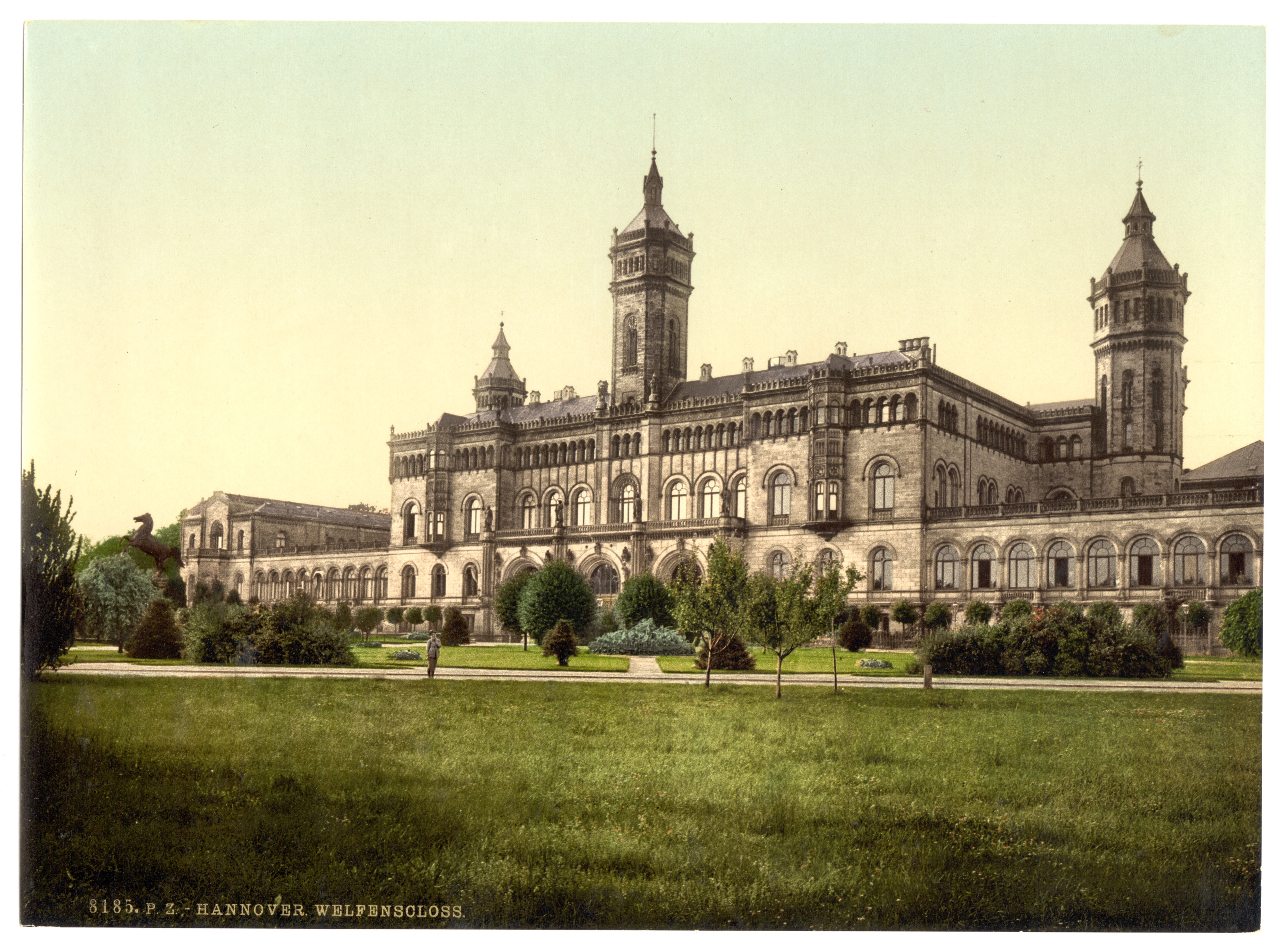
Il Welfenschloss nel 1895
(Photochrom Zürich, Nr. 8185)

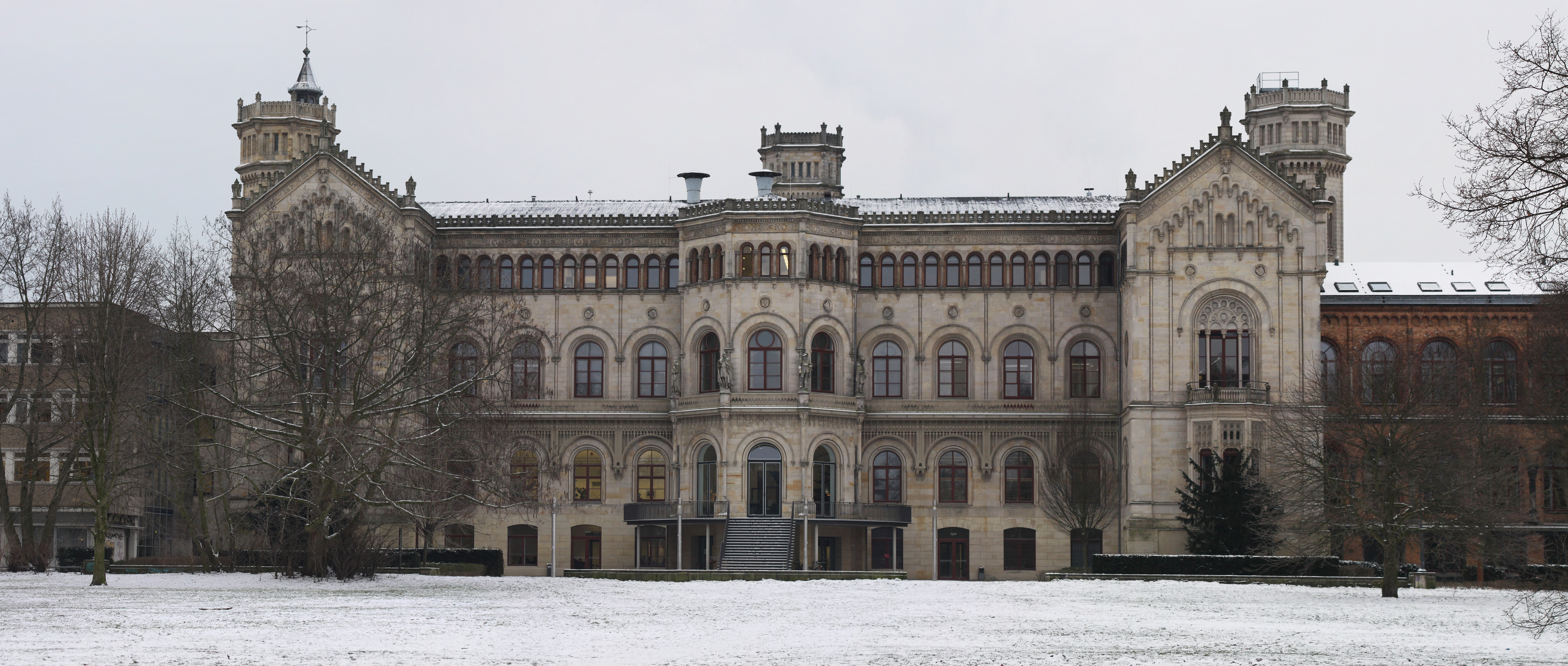
Il Welfenschlosses nel gennaio del 2013

L'intento di Giorgio V di celebrare con questo castello la sua casata raggiunse l'apice verso il 1862 quando, durante i lavori di costruzione del monumentale ingresso della struttura, egli chiese esplicitamente allo scultore Wilhelm Engelhard di realizzare una scultura che rappresentasse Enrico il Leone, mitico fondatore della casata, da porre in posizione troneggiante nella facciata del nuovo castello assieme ad altre figure che rappresentavano gli esponenti dell'albero genealogico della casata, tra cui appunto i quattro langravi tedeschi (Giorgio I, II, III e IV) che furono anche re d'Inghilterra. L'annessione del Regno di Hannover e la detronizzazione dei Guelfi da parte della Prussia nel 1866, tuttavia, compromise fortemente il progetto di Giorgio V lasciando il castello vuoto e disabitato per oltre un decennio. Fu solo nel 1879, dopo ampi lavori di ristrutturazione, sotto la direzione dell'architetto Hermann Hunaeus, che vi venne trasferito il Politecnico di Hannover.
Durante le incursioni aeree su Hannover durante la seconda guerra mondiale, la cappella sul lato est del Welfenschloss venne gravemente danneggiata dai bombardamenti. Al posto di questa parte dell'edificio, poi demolita nel 1955, è stato realizzato un ampliamento della struttura negli anni 1956 - 1958, dove sono stati costruiti l'aula magna ed una grande aula di fisica.
Il castello è posto al limitare dei Giardini reali di Herrenhausen che però appartengono effettivamente al castello di Herrenhausen che era la residenza estiva ufficiale della famiglia langraviale e poi reale dell'Hannover.

## Il cavallo della Bassa Sassonia

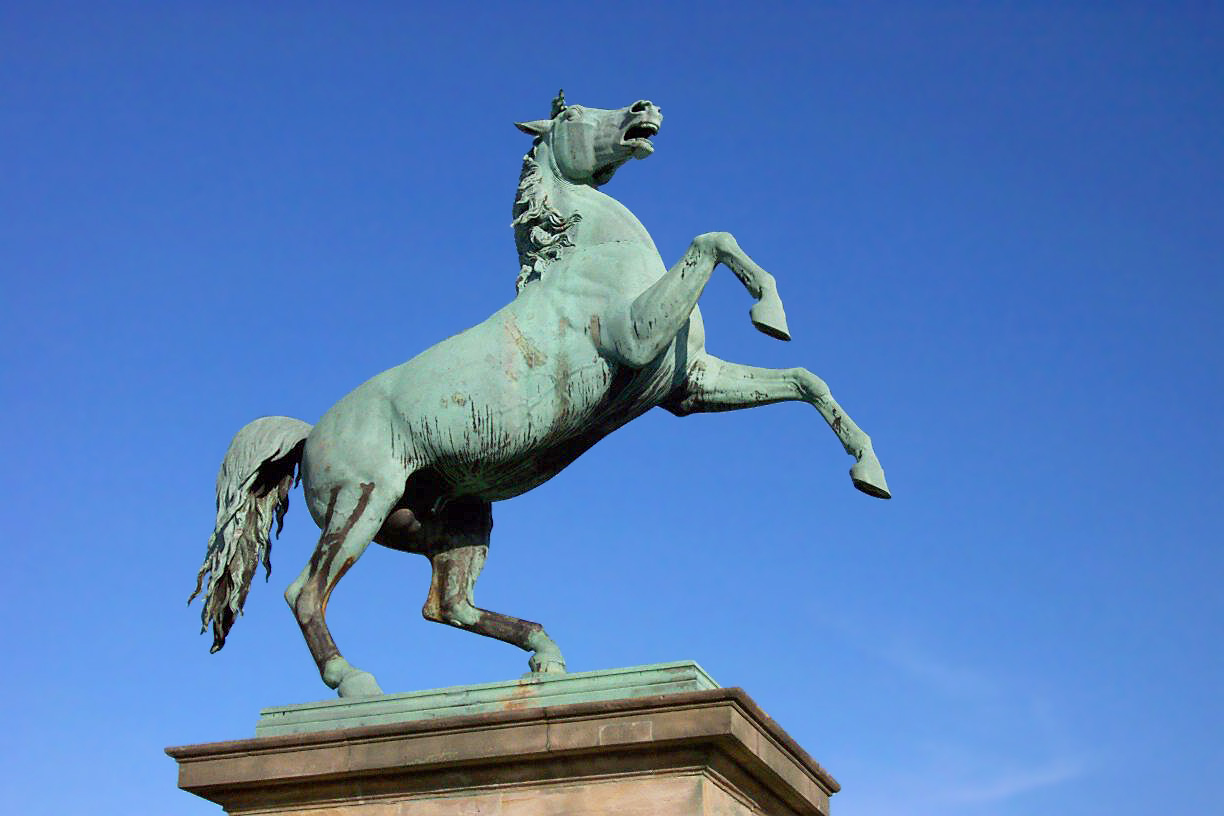
La scultura bronzea del cavallo rampante della Bassa Sassonia davanti al castello di Welfenschloss

Proprio davanti al Welfenschloss si trova un'imponente statua in bronzo che rappresenta un cavallo rampante, simbolo dello stato tedesco della Bassa Sassonia e già parte dello stemma dell'Hannover. La scultura, risalente al 1866, è erroneamente spesso attribuita allo scultore Friedrich Wilhelm Wolff, ma essa è in realtà una copia di una parte dell'opera Löwenkämpfer dello scultore Albert Wolff presente a Berlino.